# Liste der Stolpersteine in der Provinz Livorno

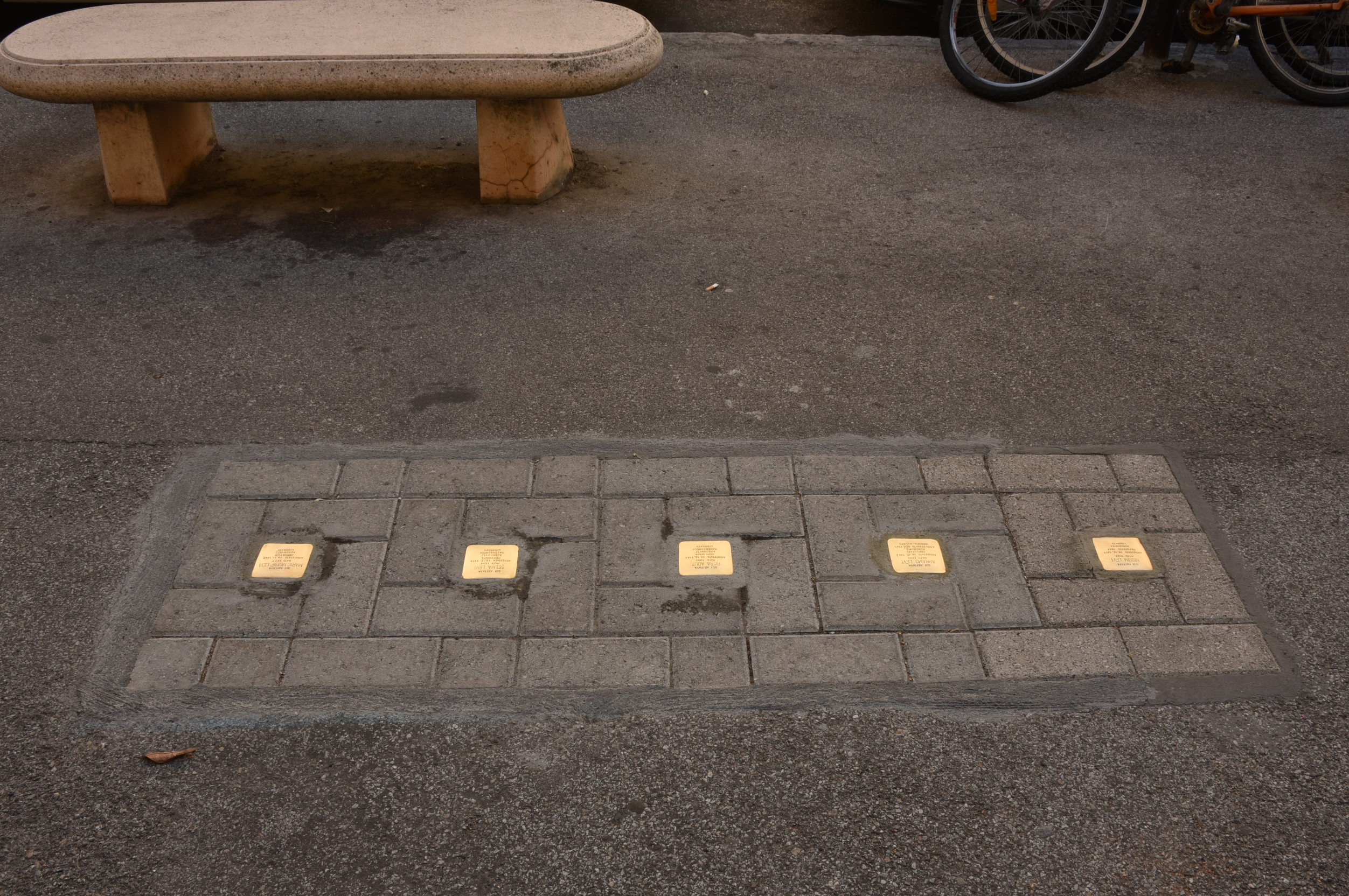
Stolpersteine in Livorno

Die Liste der Stolpersteine in Livorno  enthält die Stolpersteine in der italienischen Stadt Livorno in der Toskana, die an das Schicksal der Menschen aus Livorno erinnern, die von Nationalsozialisten ermordet, deportiert, vertrieben oder in den Suizid getrieben worden sind. Die Stolpersteine wurden von Gunter Demnig verlegt. Sie liegen im Regelfall vor dem letzten selbstgewählten Wohnort des Opfers. Ihre Bezeichnung lautet auf Italienisch: Pietre d’inciampo.
Demnig verlegt seit Januar 2013 in Livorno.

## Verlegte Stolpersteine

### Livorno
In Livorno wurden 23 Stolpersteine an 13 Adressen verlegt.

Die Tabelle ist teilweise sortierbar; die Grundsortierung erfolgt alphabetisch nach dem Familiennamen.
| Stolperstein | Übersetzung | Verlegeort                       | Name, Leben                        |
| ------------ | --- | -------------------------------- | ---------------------------------- |
|              | HIER WOHNTE ROSA ADUT GEBOREN 1900 VERHAFTET 18.12.1943 DEPORTIERT AUSCHWITZ RAVENSBRÜCK BEFREIT                             | Via Strozzi, 9                   | Rosa Adut                          |
|              | HIER WOHNTE LILIANA ARCHIVOLTI GEBOREN 1923 VERHAFTET 1.4.1944 DEPORTIERT AUSCHWITZ ERMORDET 28.9.1944                       | Via Fagiuoli, 5                  | Liliana Archivolti (1923–1944)     |
|              | HIER WOHNTE ADA ATTAL GEBOREN 1896 VERHAFTET 1.4.1944 DEPORTIERT AUSCHWITZ ERMORDET                                          | Via San Francesco, 32            | Ada Attal (1896–1944/45)           |
|              | HIER WOHNTE BENITO ATTAL GEBOREN 1934 VERHAFTET 1.4.1944 DEPORTIERT AUSCHWITZ ERMORDET 23.5.1944                             | Via San Francesco, 32            | Benito Attal (1934–1944)           |
|              | HIER WOHNTE FRANCA BARUCH GEBOREN 1943 VERHAFTET 20.12.1943 GABBRO (LI) DEPORTIERT AUSCHWITZ ERMORDET 26.2.1944              | Via Fiume 2                      | Franca Baruch                      |
|              | HIER WOHNTE ISACCO BAYONA GEBOREN 1926 VERHAFTET 20.12.1943 DEPORTIERT AUSCHWITZ ÜBERLEBT                                    | Via della Posta 9                | Isacco Bayona                      |
|              | HIER WOHNTE MATILDE BENIACAR GEBOREN 1926 VERHAFTET 25.1.1944 BORGO A BUGGIANO DEPORTIERT AUSCHWITZ BEFREIT                  | Via Cassuto 1 früher Via Reale 1 | Matilde Beniacar                   |
|              | HIER WOHNTE PERLA BENIACAR GEBOREN 1935 VERHAFTET 25.1.1944 BORGO A BUGGIANO DEPORTIERT AUSCHWITZ ERMORDET 26.2.1944         | Via Cassuto 1 früher Via Reale 1 | Perla Beniacar                     |
|              | HIER WOHNTE DINA BONA ATTAL GEBOREN 1899 VERHAFTET 8.12.1943 DEPORTIERT AUSCHWITZ ERMORDET 6.2.1944                          | Via Coroncina 16                 | Dina Bona Attal                    |
|              | HIER WOHNTE DINO BUENO GEBOREN 1922 VERHAFTET 8.12.1943 DEPORTIERT AUSCHWITZ ERMORDET                                        | Via Coroncina 16                 | Dino Bueno                         |
|              | HIER WOHNTE MARIO COZZOLINI GEBOREN 1924 DEPORTIERT 19.2.1944 DACHAU BEFREIT                                                 | Via Enrico Bartelloni 1          | Mario Cozzolini                    |
|              | HIER WOHNTE ELENA GIULIA DELLA TORRE GEBOREN 1885 VERHAFTET 1.4.1944 DEPORTIERT AUSCHWITZ ERMORDET 23.5.1944                 | Via Fagiuoli, 5                  | Elena Gina della Torre (1885–1944) |
|              | GIGLIOLA FINZI GEBOREN 19.2.1944 VERHAFTET 19.2.1944 INTERNIERT IN FOSSOLI DEPORTIERT 16.5.1944 AUSCHWITZ ERMORDET 23.5.1944 | Via Coroncina 16                 | Gigliola Finzi (1944–1944)         |
|              | HIER WOHNTE PIERA GALLETTI GENAZZANI GEBOREN 1902 VERHAFTET 31.12.1943 DEPORTIERT AUSCHWITZ ERMORDET 6.2.1944                | Via del Mare, 2                  | Piera Galletti Genazzani           |
|              | HIER WOHNTE LIA GENAZZANI GEBOREN 1924 VERHAFTET 31.12.1943 DEPORTIERT AUSCHWITZ ERMORDET 31.8.1944                          | Via del Mare, 2                  | Lia Genazzani                      |
|              | HIER WOHNTE ABRAMO LEVI GEBOREN 1903 VERHAFTET 18.12.1943 DEPORTIERT AUSCHWITZ ERMORDET JAN. 1945 BERGEN-BELSEN              | Via Strozzi, 9                   | Abramo Levi                        |
|              | HIER WOHNTE MARIO MOISE' LEVI GEBOREN 1927 VERHAFTET 18.12.1943 DEPORTIERT AUSCHWITZ BEFREIT                                 | Via Strozzi, 9                   | Mario Moisè Levi                   |
|              | HIER WOHNTE SELMA LEVI GEBOREN 1924 VERHAFTET 18.12.1943 DEPORTIERT AUSCHWITZ RAVENSBRÜCK BEFREIT                            | Via Strozzi, 9                   | Selma Levi                         |
|              | HIER WOHNTE ENRICO MENASCI GEBOREN 1931 VERHAFTET 16.10.1943 ROM DEPORTIERT AUSCHWITZ ERMORDET 6.2.1944                      | Via Verdi, 101                   | Enrico Menasci                     |
|              | HIER WOHNTE RAFFAELO MENASCI GEBOREN 1896 VERHAFTET 16.10.1943 ROM DEPORTIERT AUSCHWITZ STARB 1944 WARSCHAU                  | Via Verdi, 101                   | Raffaello Menasci                  |
|              | HIER WOHNTE FRIDA MISUL GEBOREN 1919 VERHAFTET 1.4.1944 DEPORTIERT AUSCHWITZ ÜBERLEBT                                        | Via Chiarini 2                   | Frida Misul                        |
|              | HIER WOHNTE NISSIM LEVI GEBOREN 1928 VERHAFTET 18.12.1943 DEPORTIERT 1944 AUSCHWITZ BEFREIT                                  | Via Strozzi, 3                   | Elio Levi Nissim                   |
|              | HIER WOHNTE IVO RABÀ GEBOREN 1919 VERHAFTET 2.2.1944 DEPORTIERT 1944 ERMORDET 1945                                           | Via Fagiuoli, 6                  | Ivo Rabà                           |

## Verlegedaten
Die Stolpersteine in dieser Provinz wurden von Gunter Demnig persönlich an folgenden Tagen verlegt:
- 17. Januar 2013: Livorno (Franca Baruch, Perla Beniacar, Enrico Menasci und Raffaello Menasci)[5]
- 14. Januar 2014: Livorno (Isacco Bayona, Frida Misul)[6]
- 16. Januar 2015: Livorno (Dina Bona Attal, Dino Bueno)[7]
- 13. Januar 2017: Livorno (Elio Levi Nissim, Ivo Rabà)[8]
- 10. Januar 2018: Livorno (Matilde Beniacar)
- 08. Januar 2020: Livorno (Piera Galletti Genazzani, Lia Genazzani, Abramo Levi, Rosa Adut, Selma Levi und Mario Moisè Levi)[9]
- 26. Januar 2021: Livorno (Gigliola Finzi)[10]
- 26. Januar 2022: Livorno (Ada Attal, Benito Attal)[11]
- 27. Januar 2023: Livorno (Mario Cozzolini)[12]
- 23. Januar 2024: Livorno (Liliana Archivolti, Elena Gina della Torre)[13]